# Estadio Federación de Básquet de Jujuy
El Estadio Federación de Básquet de Jujuy es un estadio cubierto ubicado en San Salvador de Jujuy, Jujuy, Argentina. Pertenece a la Federación de Básquet de Jujuy y está dedicado  principalmente a la práctica del baloncesto, así como también de otros deportes como el vóleibol y espectáculos culturales. Localizado en una de las esquinas del Parque San Martín, tiene capacidad para 2.000 espectadores y es uno de los más importantes de la provincia.